# Leichtathletik-Weltmeisterschaften 2023/20 km Gehen der Männer

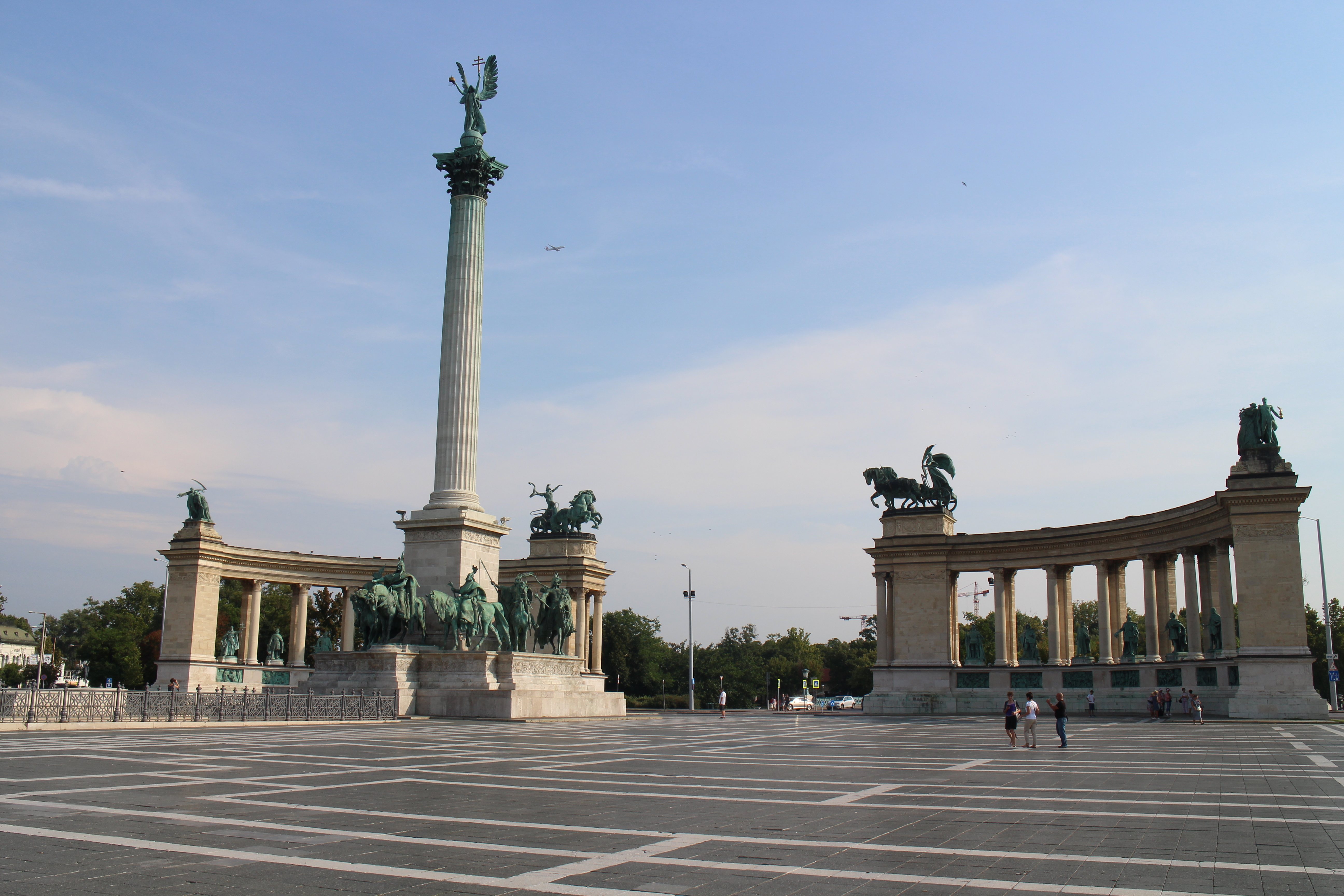
Heldenplatz: Start und Ziel der Gehwettbewerbe und der Marathonläufe

Das 20-km-Gehen der Männer bei den Leichtathletik-Weltmeisterschaften 2023 wurde am 19. August 2023 auf einem Rundkurs in der ungarischen Hauptstadt Budapest ausgetragen.
50 Athleten aus 28 Ländern nahmen an dem Wettbewerb teil.
Weltmeister wurde der Spanier Álvaro Martín. Er siegte vor dem Schweden Perseus Karlström. Bronze ging an den Brasilianer Caio Bonfim.

## Rekorde

### Bestehende Rekorde
| Weltrekord               | Yūsuke Suzuki   | 1:16:36 h | Nomi, Japan                      | 15. März 2015   |
| Weltmeisterschaftsrekord | Jefferson Pérez | 1:17:21 h | WM Paris/Saint-Denis, Frankreich | 23. August 2003 |

Der bestehende Championshiprekord (CR) wurde bei diesen Weltmeisterschaften nicht erreicht. Der spanische Weltmeister Álvaro Martín blieb mit seiner Siegerzeit von 1:17:32 h lediglich elf Sekunden über dem Rekord. Zum Weltrekord fehlten ihm 56 Sekunden.

### Rekordverbesserungen
Im Wettbewerb am 19. August wurden eine Weltjahresbestleistung sowie sechs Landesrekorde aufgestellt.
- Weltjahresbestleistung:
  - 1:17:32 h – Álvaro Martín (Spanien)
- Landesrekorde:
  - 1:17:39 h – Perseus Karlström (Schweden)
  - 1:17:47 h – Caio Bonfim (Brasilien)
  - 1:18:03 h – Evan Dunfee (Irland)
  - 1:18:12 h – Christopher Linke (Deutschland)
  - 1:18:22 h – Veli-Matti Partanen (Finnland)
  - 1:19:52 h – César Augusto Rodríguez (Peru)

## Durchführung
Hier gab es keine Vorrunde, alle fünfzig Geher traten gemeinsam zum Wettbewerb an.

## Legende
Kurze Übersicht zur Bedeutung der Symbolik – so üblicherweise auch in sonstigen Veröffentlichungen verwendet:
- WL: Weltjahresbestleistung
- NR: nationaler Rekord
- DR: Deutscher Rekord
- DSQ: disqualifiziert
- DNF: Wettkampf nicht beendet (did not finish)
- PLZ120: Zeitstrafe von 2 min
- IWR: Internationale Wettkampfregeln
- TR: Technische Regeln
- Bod: Verwarnung für Verlust des Bodenkontakts
- Knie: Verwarnung für fehlende Kniestreckung

## Ergebnis

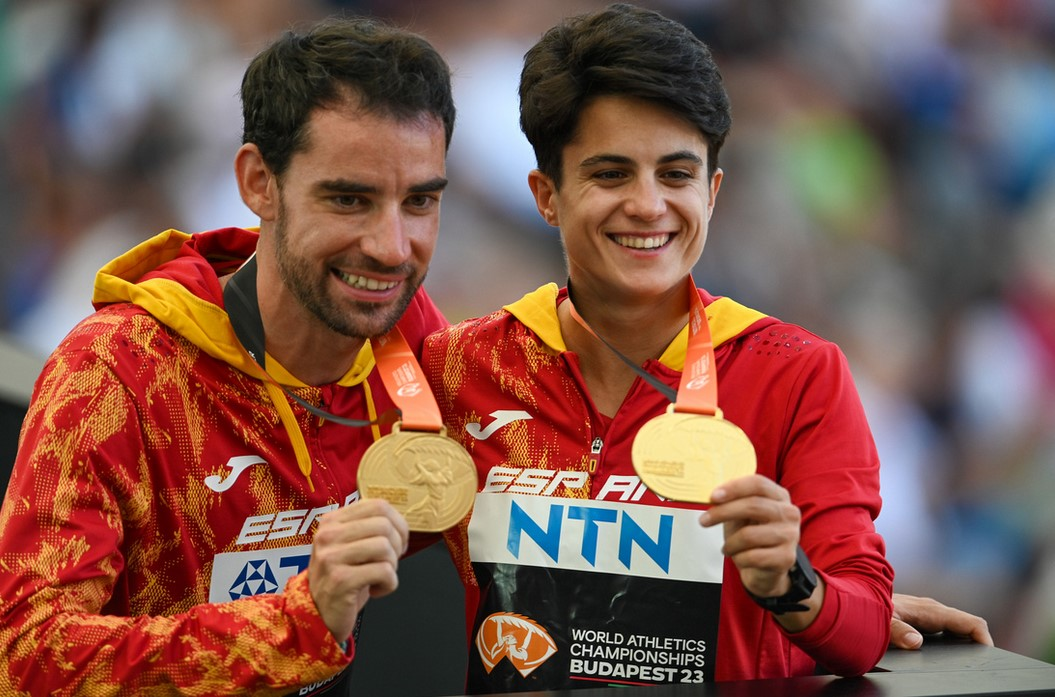
Álvaro Martín und María Pérez García – die spanischen Titelträger auf beiden Gehstrecken

19. August 2023, 10:50 Uhr Ortszeit
| Platz | Name                         | Nation              | Verwarnungen       | Zeit (h)                                              |
| ----- | ---------------------------- | ------------------- | ------------------ | ----------------------------------------------------- |
| 1     | Álvaro Martín                | Spanien             |                    | 1:17:32 WL                                            |
| 2     | Perseus Karlström            | Schweden            |                    | 1:17:39 NR                                            |
| 3     | Caio Bonfim                  | Brasilien           | Bod/Bod            | 1:17:47 NR                                            |
| 4     | Evan Dunfee                  | Kanada              | Knie               | 1:18:03 NR                                            |
| 5     | Christopher Linke            | Deutschland         |                    | 1:18:12 DR                                            |
| 6     | Veli-Matti Partanen          | Finnland            | Bod                | 1:18:22 NR                                            |
| 7     | Brian Pintado                | Ecuador             | Bod                | 1:18:26                                               |
| 8     | Declan Tingay                | Australien          | Bod                | 1:18:30                                               |
| 9     | Samuel Gathimba              | Kenia               | Knie               | 1:18:34                                               |
| 10    | Gabriel Bordier              | Frankreich          |                    | 1:18:59                                               |
| 11    | Francesco Fortunato          | Italien             |                    | 1:19:01                                               |
| 12    | Yūta Koga                    | Japan               |                    | 1:19:02                                               |
| 13    | Alberto Amezcua              | Spanien             |                    | 1:19:28                                               |
| 14    | Rhydian Cowley               | Australien          | Knie               | 1:19:36                                               |
| 15    | Kōki Ikeda                   | Japan               | Knie               | 1:19:44                                               |
| 16    | Salih Korkmaz                | Türkei              | Bod/Bod            | 1:19:49                                               |
| 17    | César Augusto Rodríguez      | Peru                |                    | 1:19:52 NR                                            |
| 18    | Andrés Olivas                | Mexiko              |                    | 1:19:55                                               |
| 19    | David Hurtado                | Ecuador             |                    | 1:20:07                                               |
| 20    | Jordy Jiménez                | Ecuador             | Bod                | 1:20:08                                               |
| 21    | Eiki Takahashi               | Japan               | Bod                | 1:20:25                                               |
| 22    | Luis Henry Campos            | Peru                |                    | 1:20:56                                               |
| 23    | Máté Helebrandt              | Ungarn              | Bod                | 1:21:16                                               |
| 24    | Toshikazu Yamanishi          | Japan               |                    | 1:21:39                                               |
| 25    | Noel Chama                   | Mexiko              |                    | 1:21:51                                               |
| 26    | Éider Arévalo                | Kolumbien           |                    | 1:21:55                                               |
| 27    | Vikash Singh                 | Indien              | Knie/Bod           | 1:21:58                                               |
| 28    | Serhii Svitlychnyi           | Ukraine             |                    | 1:22:28                                               |
| 29    | Zhang Jun                    | Volksrepublik China | Bod/Bod/Knie       | 1:23:13 IWR 230, TR54.7.3 – PLZ120 (Zeitstrafe 2 min) |
| 30    | Andrea Cosi                  | Italien             |                    | 1:23:28                                               |
| 31    | José Alejandro Barrondo      | Guatemala           | Bod/Bod            | 1:23:33                                               |
| 32    | José Luis Doctor             | Mexiko              | Bod/Bod/Bod        | 1:23:35 IWR 230, TR54.7.3 – PLZ120 (Zeitstrafe 2 min) |
| 33    | João Vieira                  | Portugal            |                    | 1:23:37                                               |
| 34    | Dominik Černý                | Slowakei            |                    | 1:23:42                                               |
| 35    | Paramjeet Singh Bisht        | Indien              |                    | 1:24:02                                               |
| 36    | Max dos Santos               | Brasilien           | Bod                | 1:24:10                                               |
| 37    | Wang Zhaozhao                | Volksrepublik China |                    | 1:24:23                                               |
| 38    | Alexandros Papamichail       | Griechenland        |                    | 1:24:26                                               |
| 39    | Diego García                 | Mexiko              |                    | 1:25:12                                               |
| 40    | Kyle Swan                    | Australien          | Knie               | 1:26:02                                               |
| 41    | Nick Christie                | USA                 |                    | 1:26:21                                               |
| 42    | José Ortiz                   | Guatemala           | Bod                | 1:26:29                                               |
| 43    | Jerry Jokinen                | Finnland            |                    | 1:26:54                                               |
| 44    | Niu Wenchao                  | Volksrepublik China |                    | 1:27:26                                               |
| 45    | Juan Manuel Cano             | Argentinien         | Bod/Bod            | 1:27:29                                               |
| 46    | Cesar Alberto Herrera Cortez | Kolumbien           | Bod/Bod            | 1:27:47                                               |
| 47    | Akashdeep Singh              | Indien              | Knie/Knie          | 1:31:12                                               |
| DNF   | David Kenny                  | Irland              |                    |                                                       |
| DNF   | Massimo Stano                | Italien             |                    |                                                       |
| DSQ   | Marius Žiūkas                | Litauen             | Knie/Knie/Knie/Bod | IWR 230, TR54.7 – Disqualifikation                    |

## Videolinks
- Martín wins 20km race walk | World Athletics Championships Budapest 23, youtube.com, abgerufen am 9. September 2023
- Álvaro Martín completes race walk double | World Athletics Championships Budapest 23, youtube.com, abgerufen am 9. September 2023